# Sainte-Tréphine
Sainte-Tréphine är en kommun i departementet Côtes-d'Armor i regionen Bretagne i nordvästra Frankrike. Kommunen ligger i kantonen Saint-Nicolas-du-Pélem som tillhör arrondissementet Guingamp. År 2022 hade Sainte-Tréphine 187 invånare.

## Befolkningsutveckling
Antalet invånare i kommunen Sainte-Tréphine
Referens:INSEE